# Louise Lawson
Ne doit pas être confondu avec Louisa Lawson.

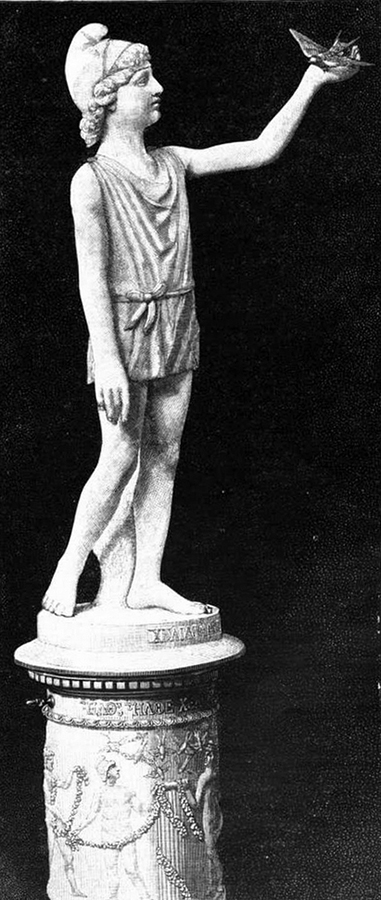
The Rhodian Boy, sculpture en marbre de Louise Lawson, milieu des années 1880.

Louise Lawson, née en 1860 à Cincinnati, en Ohio, et morte le 5 avril 1899 à New York, est une sculptrice néoclassique et l'une des premières sculptrices américaines à avoir mené une carrière professionnelle.

## Biographie
Fille de LM Lawson, doyen du Medical College of Ohio, . Sa mère meurt alors que Louise était encore jeune et son père l'a éduquée lui-même au lieu de l'envoyer à l'école. Elle développe très tôt son intérêt pour l'art et suit une formation artistique à l'Académie des arts de Cincinnati avec Louis Rebisso (en) et Thomas Satterwhite Noble, puis à New York chez Cooper Union et avec le sculpteur John Quincy Adams,,. Elle se rend ensuite à Paris pendant trois ans auprès d'Auguste Rodin, sur le conseil duquel elle va poursuivre à Rome et à Pérouse trois autres années d'étude,,. Il Pastore, sa première œuvre connue, a été réalisée à Rome. 
À son retour aux États-Unis, à la fin des années 1880, Lawson ouvre un atelier de sculpture à New York. Avec des expositions et des commandes commençant dans les années 1880, elle fut l'une des premières femmes sculpteurs américaines à avoir une carrière professionnelle. Elle travailla dans un style néoclassique en marbre et en bronze et sa sculpture fut souvent comparée à celle d'Harriet Hosmer, qui avait également étudié à Rome,. Malheureusement, sa carrière a été tronquée car elle était encore dans la trentaine quand elle est décédée.

## Œuvres
Son œuvre la plus connue est une sculpture commémorative en bronze de 1891 représentant le membre du Congrès Samuel S. Cox (en). Placée à l'origine près de son domicile dans le Lower East Side, elle se trouve maintenant à Tompkins Square Park,. Cette statue représente Cox en train de discourir et a été critiquée pour sa piètre ressemblance.
Deux de ses pièces de marbre ont des origines littéraires: Ayacanora (1855) est une statue grandeur nature de l’héroïne indienne du roman de Charles Kingsley. Westward Ho!, L’origine de la harpe fait référence à un poème du même titre du poète irlandais Thomas Moore. Un autre travail en marbre, The Rhodian Boy est un hommage à la sculpture classique

## Quelques sculptures remarquables
- Il Pastore (début des années 1880)
- Ayacanora (milieu des années 1880)
- L'origine de la harpe (milieu des années 1880)
- Le garçon rhodien (milieu des années 1880)
- Samuel S. Cox (1891)
- Berger, marbre, 1887[9]